# Великий колісний шлях

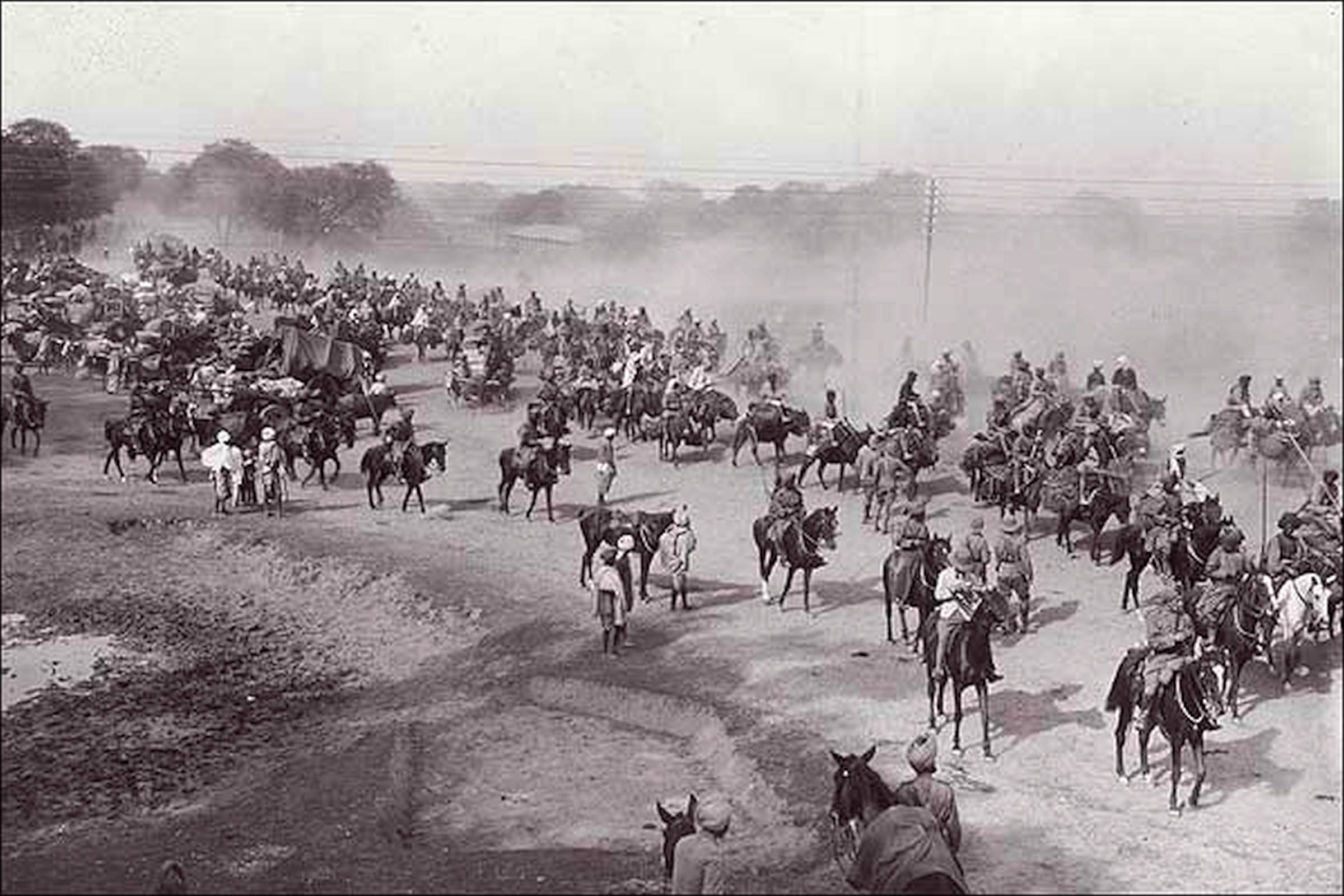
Великий колісний шлях у 1940-і

Великий колісний шлях (англ. Great Trunk Road,Shah Rah-e-Azam, урду شاہراہ اعظم, Sadak-e-Azam або Badshahi Sadak) — давня дорога в Південній Азії довжиною понад 2500 км, яка проходить північною частиною Індійського субконтиненту від Бангладешу до Пешавара в Пакистані й Кабула (Афганістан). Дорога поєднує міста Калькутта, Бенарес, Делі та Лахор.
Дороги, що з'єднують західну і східну частини Індії, існували з глибокої давнини. Уже імперія Маур'їв у 3 столітті проклала для возів широкий шлях між Таксилою та Паталіпутрою. З метою згуртування своїх завоювань Шер-шах у 16 столітті збудував «велику дорогу» від свого рідного міста Сасарам в Біхарі до столичної Агри. За генерал-губернатора Дальхузі вона була модернізована й продовжена на північний захід до Мултана в Пенджабі.
За часів імператора Акбара на більшій частині цієї дороги були встановлені дорожні стовпи — кос-мінари, що позначали відстань близько трьох кілометрів (кос). Біля кос-мінара вершники могли поміняти коней та напитися.

## У літературі
Поглянь! Брахмани й чамари, банкіри й мідники, цирульники банья, паломники й гончарі — ввесь світ приходить і йде далі. Для мене це ніби річка, з якої мене витягли, як колоду після паводку. Річка життя, що не має собі рівних в усьому світі. Справді, Великий Колісний Шлях — то чудове видовище. Він іде прямо, несучи на собі густий рухливий індійський натовп упродовж півтора тисяч миль. — Редьярд Кіплінг. «Кім».

## Галерея

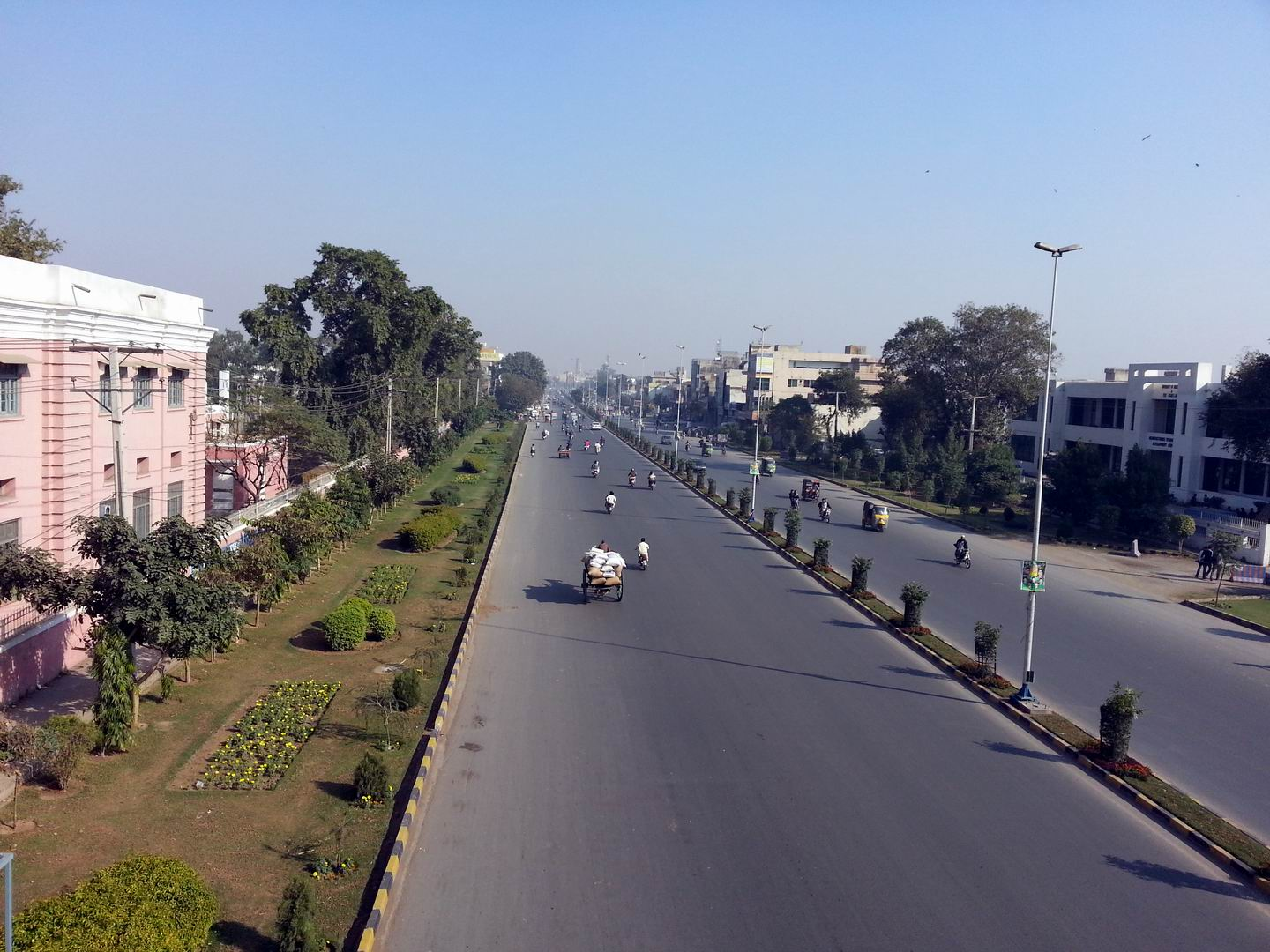
Лахор, Пакистан
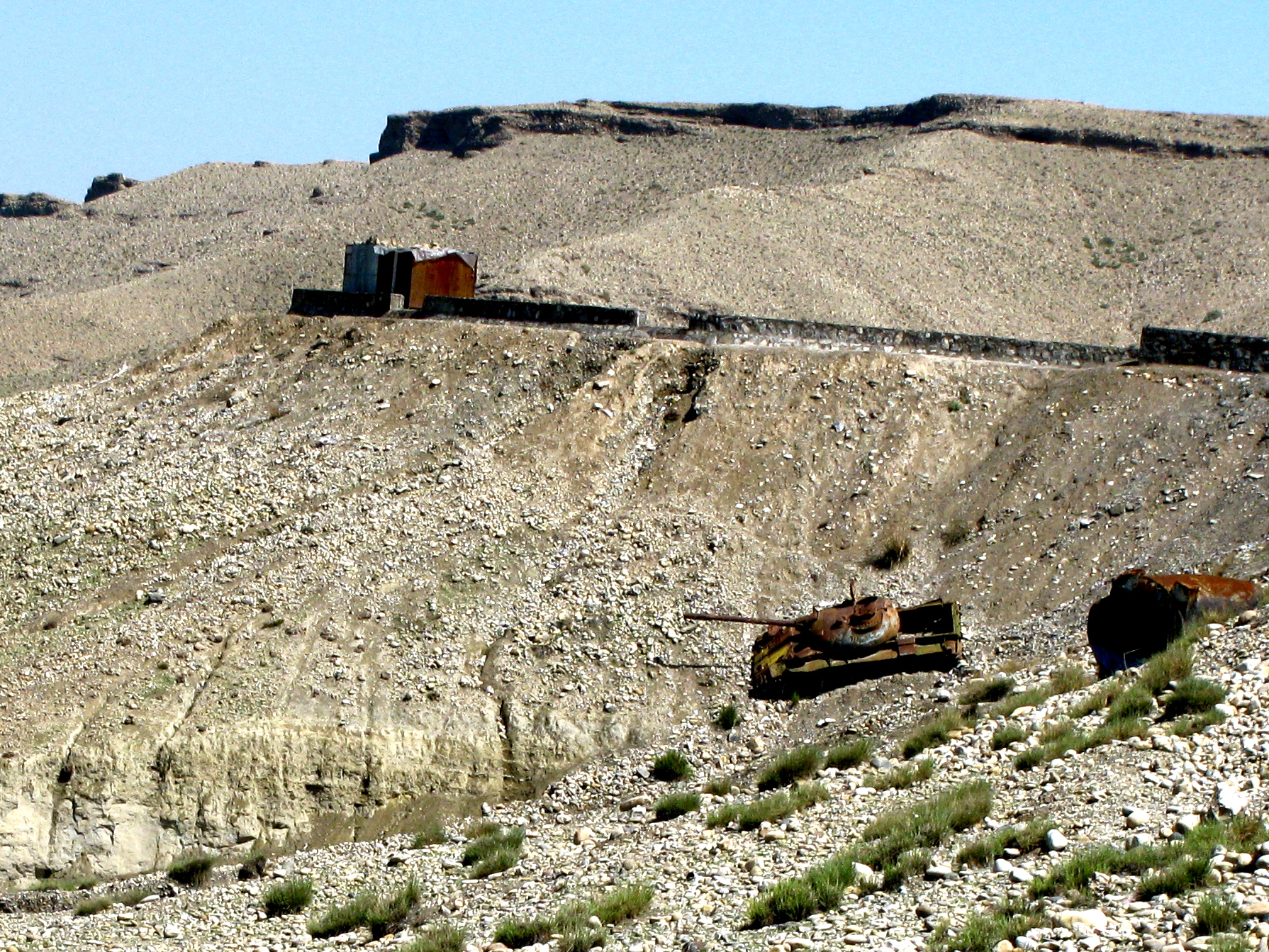
Дорога Джалалабад — Кабул, остання та найнебезпечніша частина шляху
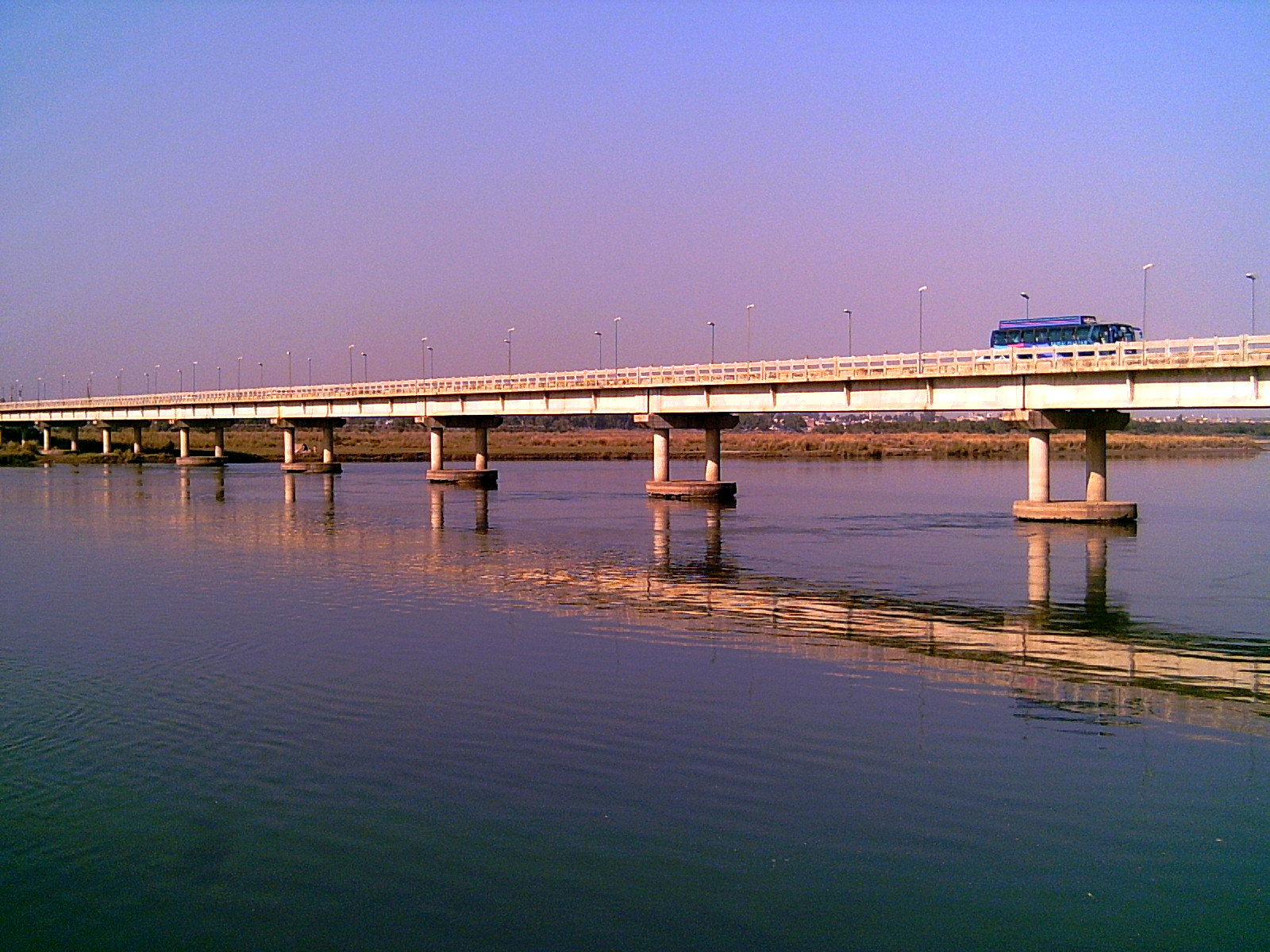
Шлях перетинає річку Джхелум, Пакистан
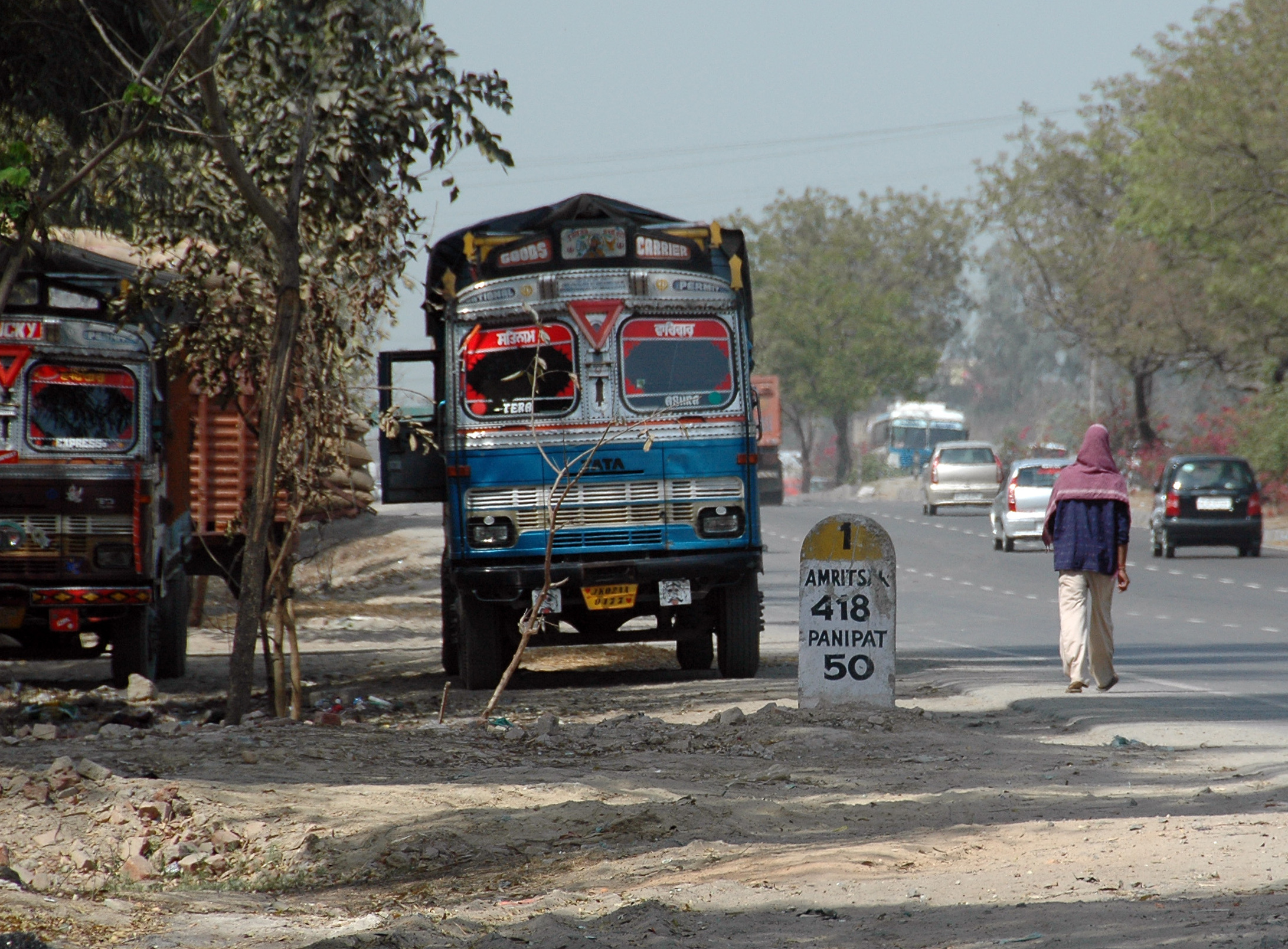
Хар'яна, Індія
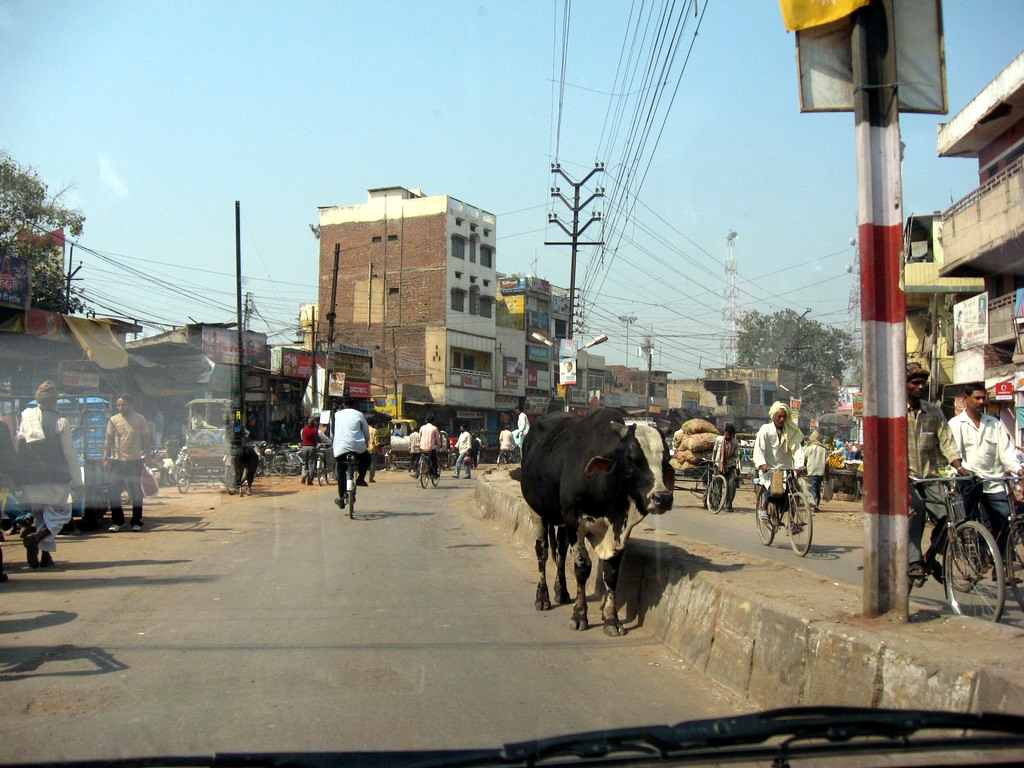
У межах міста Мугалсарай, Уттар-Прадеш, Індія
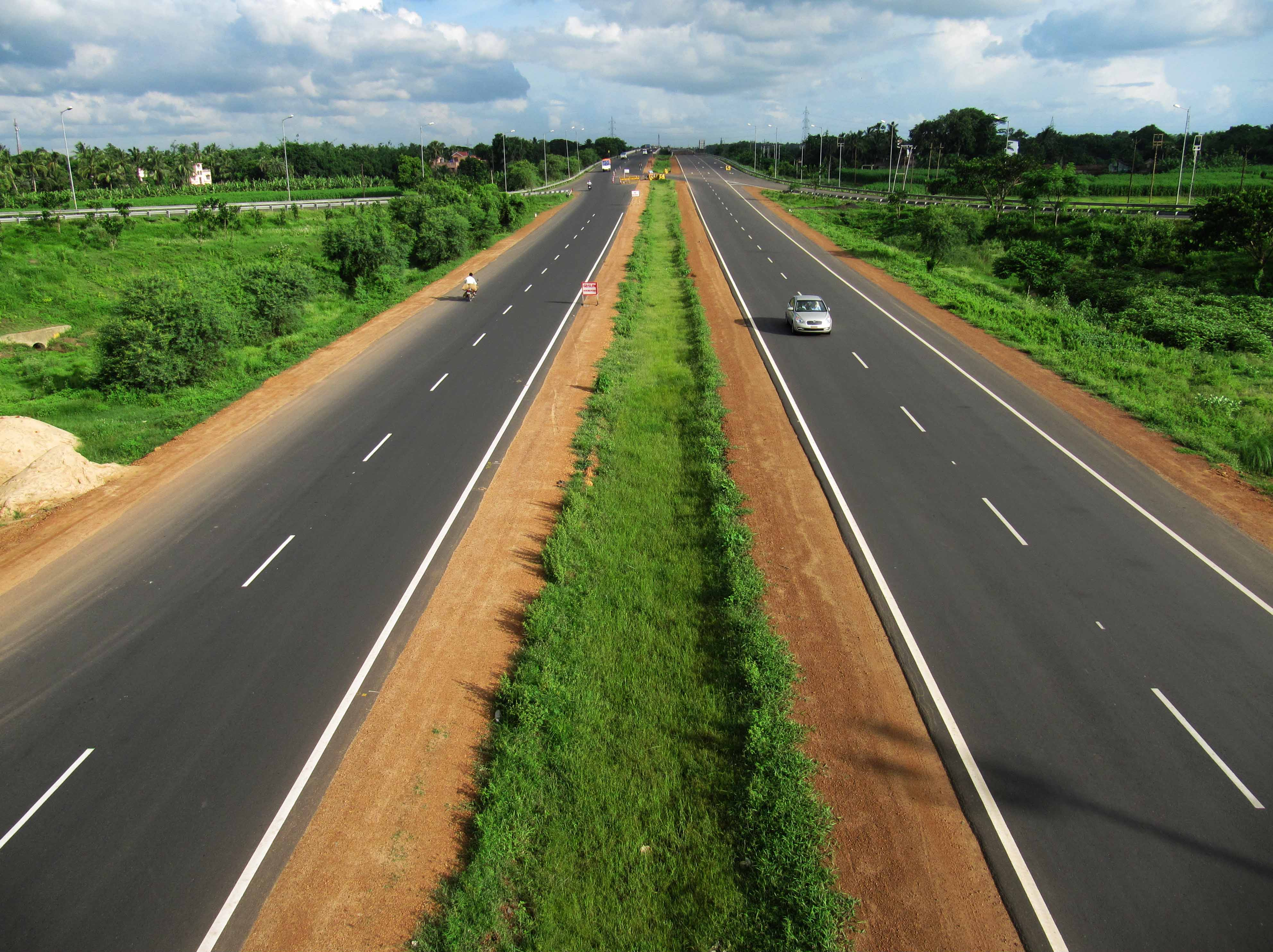
Шосе, Дургапур, Західна Бенгалія
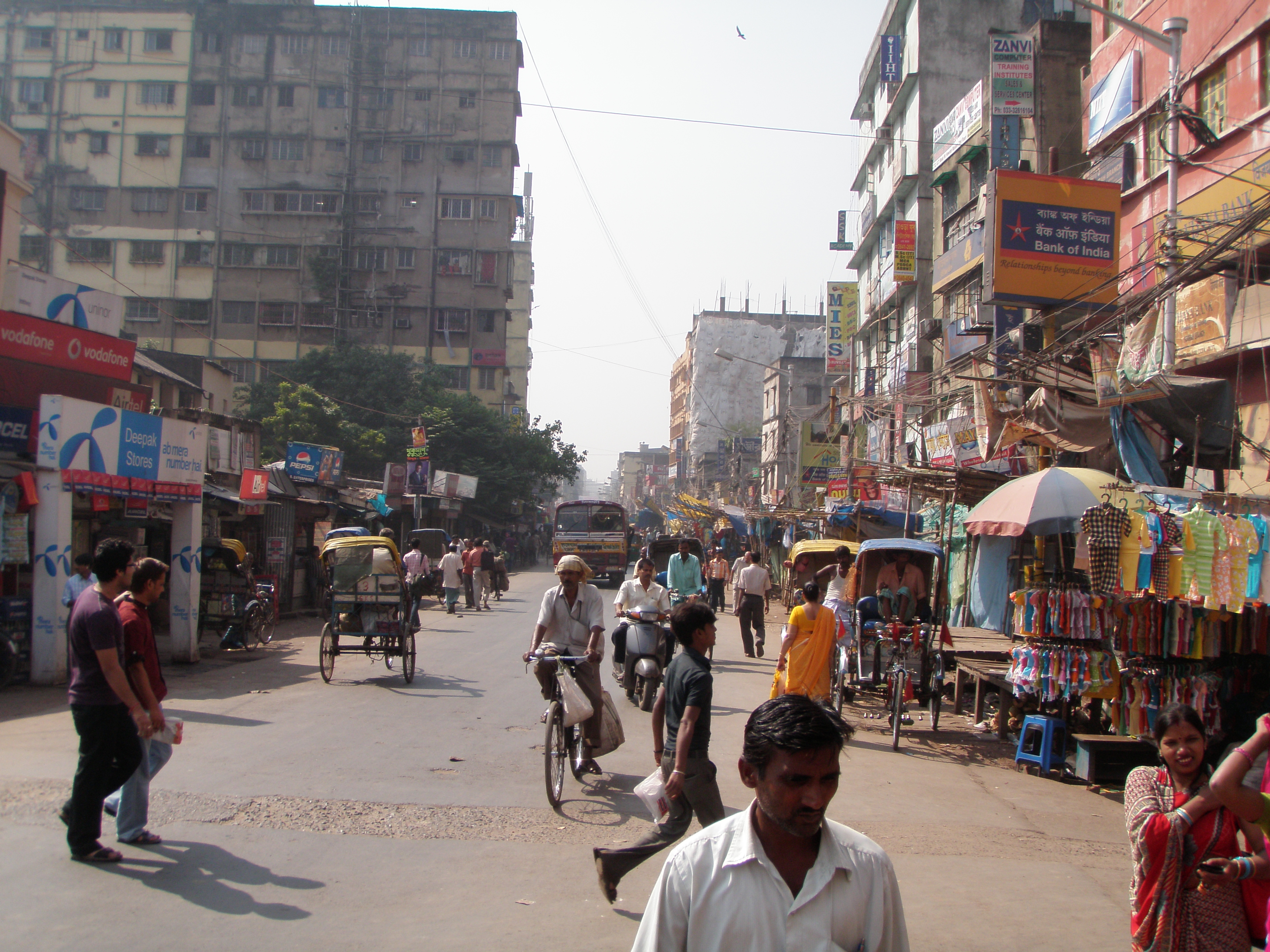
Західна Бенгалія
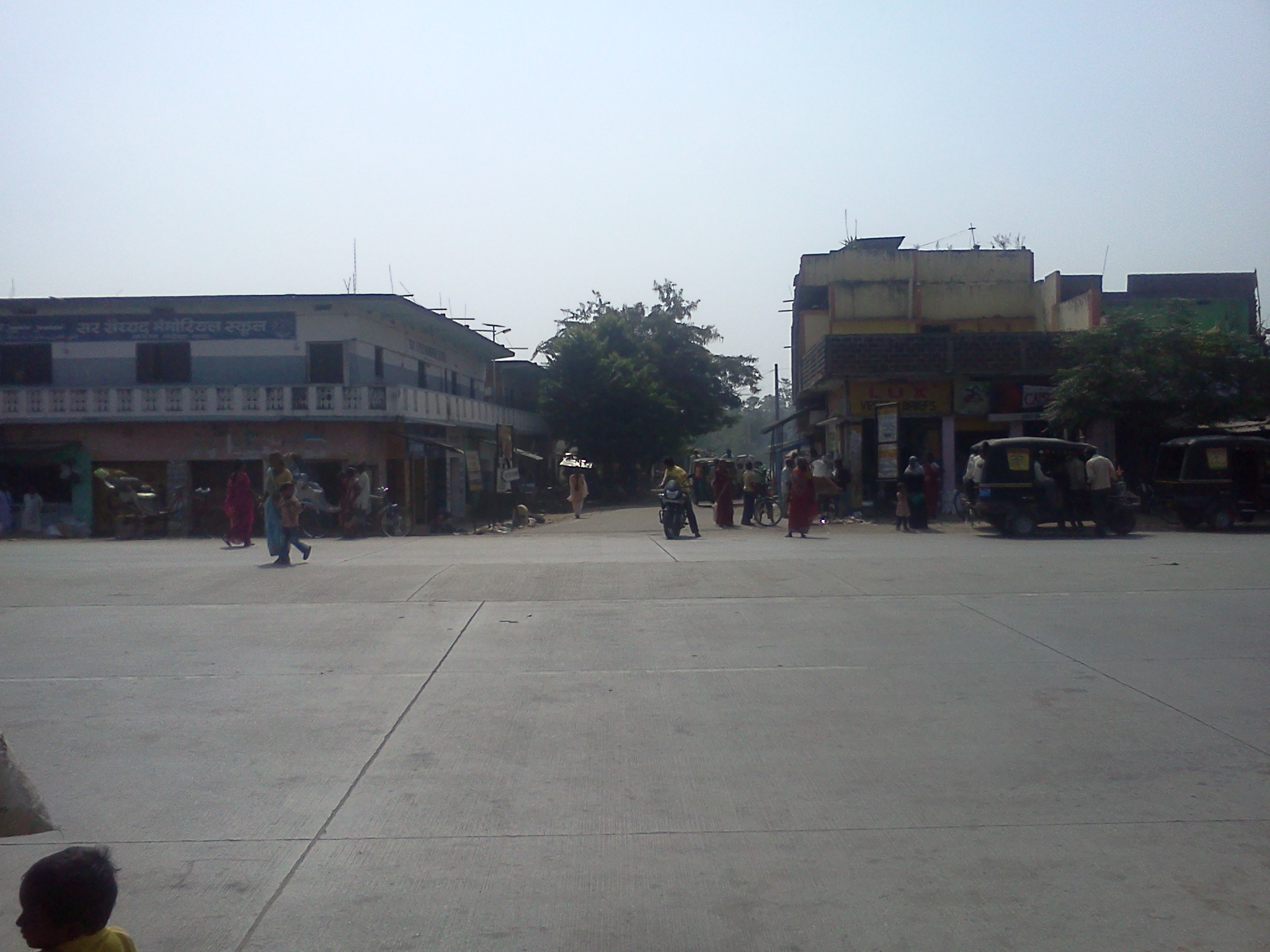
Біхар